# Хайтауэр, Эллисон
Эллисон Кина Хайтауэр (англ. Allison Kina Hightower; род. 6 апреля 1988 года, Даллас, Техас, США) — американская профессиональная баскетболистка, которая выступает в женской национальной баскетбольной ассоциации за клуб «Вашингтон Мистикс». Была выбрана на драфте ВНБА 2010 года во втором раунде под общим 15-м номером клубом «Коннектикут Сан». Играет на позиции атакующего защитника.

## Ранние годы
Эллисон родилась 6 апреля 1988 года в городе Даллас (Техас) в семье Дэвида и Регины Хайтауэр, у неё есть старший брат, Тони, выросла же она в городе Арлингтон, где посещала среднюю школу Сегин, в которой выступала за местную баскетбольную команду.